# Norrhavet
Norrhavet är ett vidsträckt havsområde i norra Skärgårdshavet på Åland. Norrhavets har inga specificerade gränser men utgör i alla fall delar av kommunerna Brändös, Getas, Kumlinges, Saltvik och Vårdös vatten.
I samband med firandet av Finlands självständighets 100-årsjubileum år 2017 utsåg Ålands Natur & Miljö i samarbete med Finlands naturskyddsförbund Norrhavet som en av Finlands 100 naturpärlor.